# Helen West
Helen West is een Britse politieserie. Er werden maar drie afleveringen gemaakt, die werden uitgezonden op ITV in 2002.
De serie is gebaseerd op de boeken van Frances Fyfield. Aanvankelijk werd een film gemaakt, Trial by Fire (1999). Later volgde de serie met de titel Helen West. In Trial by Fire werden de hoofdfiguren gespeeld door Juliet Stevenson en Jim Carter, in de televisieserie werden dat Amanda Burton en Conor Mullen. Ook Martin Freeman (The Office) had een kleine rol in de serie.
In de serie zijn Officier van Justitie Helen West en haar vriend, politiechef Geoffrey Bailey, verhuisd naar de voorstad, waar zij rust denken te vinden. Maar ook daar treffen ze misdaad en moord.

## Afleveringen
1. Deep Sleep – 6 mei 2002
2. Shadow Play – 13 mei 2002
3. A Clear Conscience – 20 mei 2002